# Brandon Crombeen
Brandon James „B. J.“ Crombeen (* 10. Juli 1985 in Denver, Colorado) ist ein ehemaliger US-amerikanisch-kanadischer Eishockeyspieler, der im Verlauf seiner aktiven Karriere zwischen 2001 und 2015 unter anderem 463 Spiele für die Dallas Stars, St. Louis Blues, Tampa Bay Lightning und Arizona Coyotes in der National Hockey League (NHL) auf der Position des rechten Flügelstürmers bestritten hat. Seinen größten Karriereerfolg feierte Crombeen im Trikot der kanadischen U18-Nationalmannschaft mit dem Gewinn der Goldmedaille bei der U18-Junioren-Weltmeisterschaft 2003. Sein Vater Mike Crombeen war ebenfalls professioneller Eishockeyspieler und in der NHL aktiv.

## Karriere

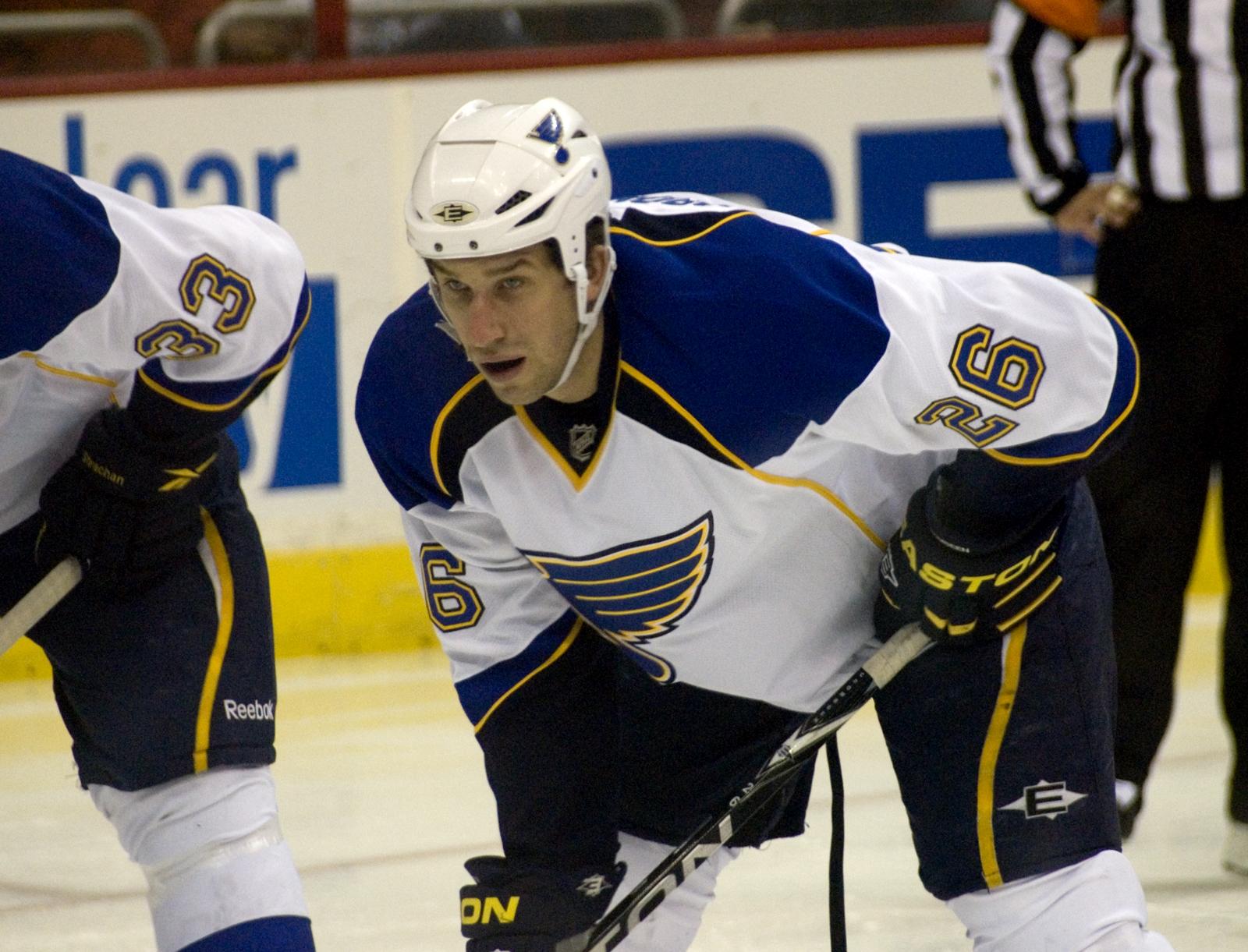
Crombeen im Trikot der St. Louis Blues

Crombeen wurde von den Dallas Stars aus der National Hockey League (NHL) während des NHL Entry Draft 2003 in der zweiten Runde an 54. Stelle ausgewählt. Nach vier Jahren in der Ontario Hockey League (OHL) zwischen 2001 und 2005 bei den Barrie Colts spielte er ab der Saison 2005/06 für die Farmteams der Stars, die Iowa Stars aus der American Hockey League (AHL) und die Idaho Steelheads aus der ECHL. Nachdem er die erste Hälfte der Saison 2006/07 in der finnischen SM-liiga bei Porin Ässät verbracht hatte, kehrte er nach Idaho zurück und gewann mit den Steelheads den Kelly Cup. In der folgenden Spielzeit spielte er zunächst wieder für die Iowa Stars in der AHL, schaffte aber im Verlauf der Saison den Sprung in die NHL. Dort absolvierte er acht Spiele der regulären Saison, in denen er zwei Tore vorbereitete, und fünf Playoff-Spiele für die Dallas Stars. Im frühen Verlauf der Spielzeit 2008/09 wurde er über die Waiver-Liste von den St. Louis Blues verpflichtet.
Bei den Blues war der in Denver geborene Kanadier insgesamt vier Spielzeiten aktiv, ehe er im Juli 2012 gemeinsam mit einem Fünftrunden-Wahlrecht im NHL Entry Draft 2014 von den Tampa Bay Lightning verpflichtet wurde. Im Gegenzug erhielt St. Louis je ein Viertrunden-Wahlrecht im NHL Entry Draft 2013 und 2014. Dort war Crombeen zwei Jahre tätig, ehe er im Juni 2014 samt Sam Gagner an die Arizona Coyotes abgegeben wurde und die Lightning dafür ein Sechstrunden-Wahlrecht im NHL Entry Draft 2015 erhielten. Crombeen bestritt eine Saison für die Coyotes. Da sein auslaufender Vertrag nach der Saison 2014/15 nicht verlängert wurde, beendete der 30-Jährige daraufhin seine aktive Laufbahn.

### International
Für Kanada nahm Crombeen im Juniorenbereich an der U18-Junioren-Weltmeisterschaft 2003 im russischen Jaroslawl teil. Dabei gewann er mit der Mannschaft die Goldmedaille, wozu er in sieben Spielen fünf Scorerpunkte beisteuerte. Im Jahr zuvor hatte er bei der World U-17 Hockey Challenge 2002 mit dem Team der Provinz Ontario bereits die Bronzemedaille gewonnen.

## Erfolge und Auszeichnungen
- 2002 Bronzemedaille bei der World U-17 Hockey Challenge
- 2003 Goldmedaille bei der U18-Junioren-Weltmeisterschaft
- 2007 Kelly-Cup-Gewinn mit den Idaho Steelheads

## Karrierestatistik

### International
Vertrat Kanada bei:
- World U-17 Hockey Challenge 2002
- U18-Junioren-Weltmeisterschaft 2003

(Legende zur Spielerstatistik: Sp oder GP = absolvierte Spiele; T oder G = erzielte Tore; V oder A = erzielte Assists; Pkt oder Pts = erzielte Scorerpunkte; SM oder PIM = erhaltene Strafminuten; +/− = Plus/Minus-Bilanz; PP = erzielte Überzahltore; SH = erzielte Unterzahltore; GW = erzielte Siegtore; 1 Play-downs/Relegation; Kursiv: Statistik nicht vollständig)